# Vorhand Mózes
Vorhand Mózes (Nyitra, 1862. augusztus 17. – Budapest, 1944. június 8.) főrabbi.

## Életpályája
Nyitrán 25 évig a rabbitanács vezetője volt. 1912-ben került a makói ortodox zsidó közösség élére. 1913–1944 között a Makói Ortodox Rabbinátus főrabbija volt. 1944-ben a rendőrségen brutálisan bántalmazták, amelynek következtében még a deportálás előtt a budapesti zsidó kórházban meghalt.

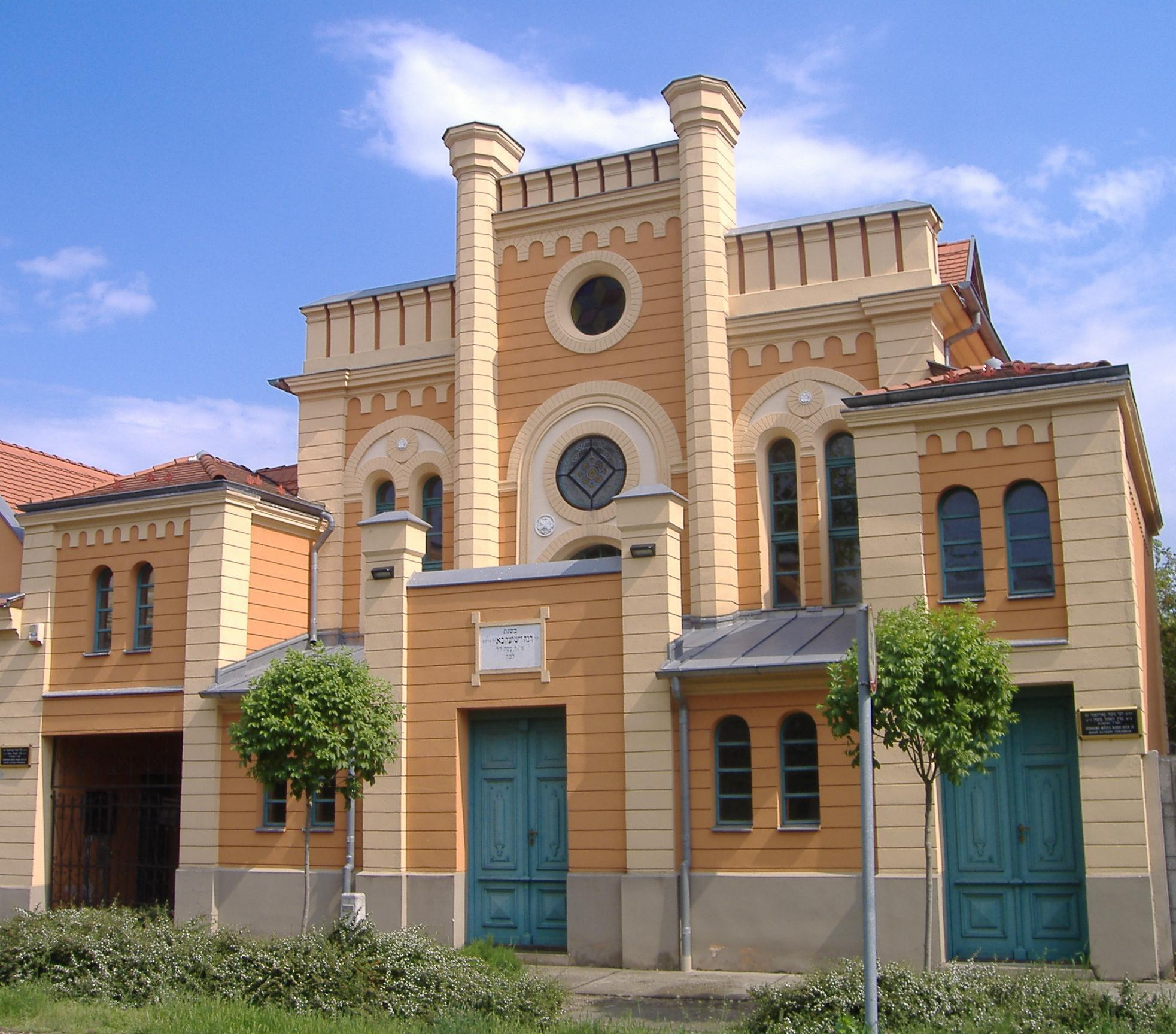
A makói Ortodox Zsinagóga avagy az Izraelita templom. Műemlék azonosító - 11891

Irányítása alatt neves tanház működött Makón, a Vásárhelyi utcában. Fő műve, az Ohel Mose, amely Tóra magyarázatokat tartalmaz. Halála előtt megjósolta, hogy szörnyű megpróbáltatás vár a zsidóságra, de ő közbenjár a Teremtőnél, hogy a makói zsidók túléljék azt.
1944. június 9-én hozták haza holttestét. Makón, a jángori temetőben temették el még a makói zsidóság kitelepítése előtt. A "csodarabbiként" és igaz embernek tartott Mózes sírja ma az ortodox zsidók egyik legfontosabb magyarországi zarándokhelye.

## Családja
Szülei: Vorhand József és Ehrenfeld Rozália voltak. Felesége, Schönfeld Rachel/Róza (?-1935) volt.

## Műve
- Ohel Mose

## Emlékezete

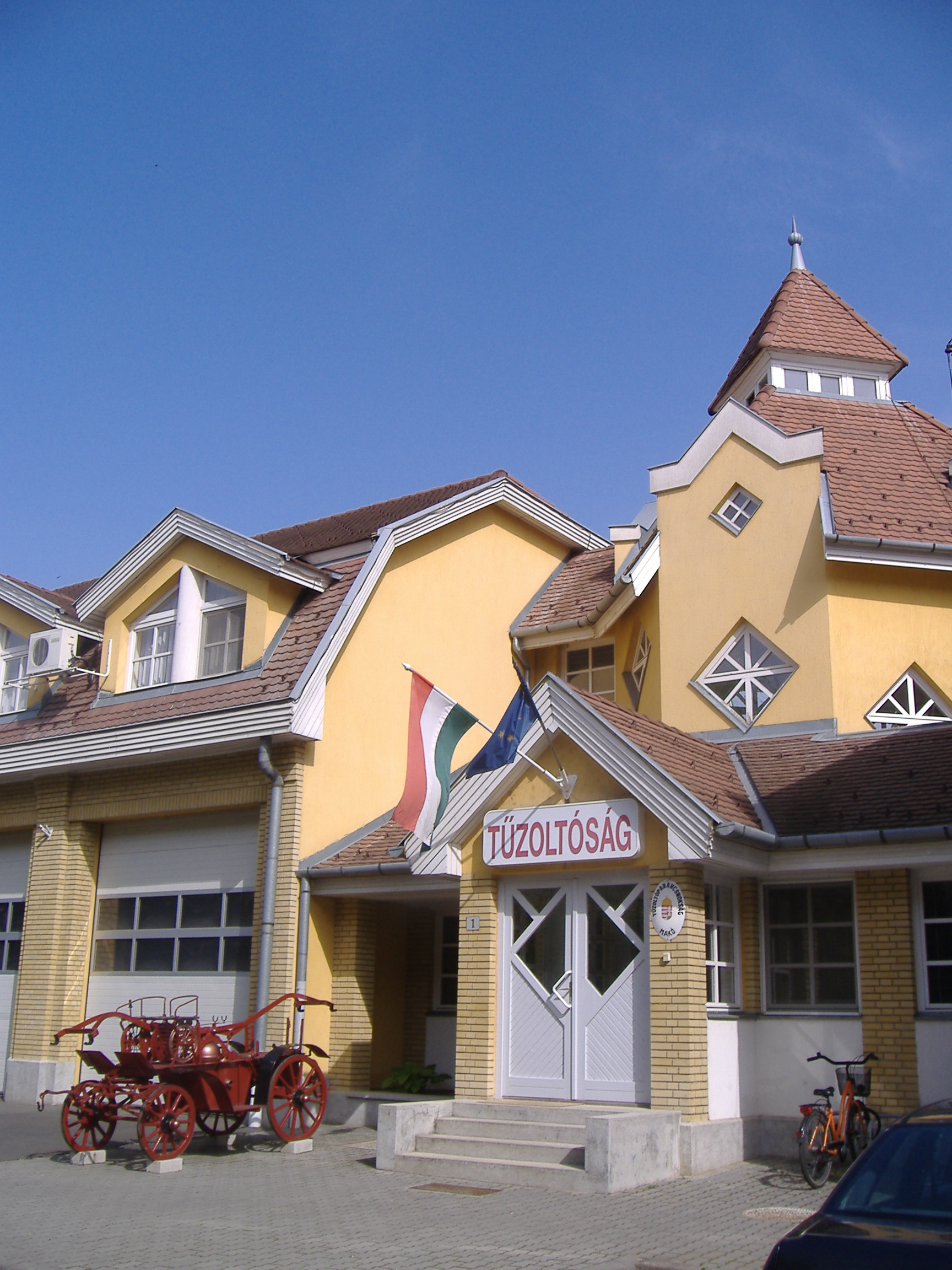
A Hivatásos Önkormányzati Tűzoltóság Makón. Vorhand Rabbi tér 1.

Makón teret neveztek el róla.